# Емилија Ерчић
Емилија Ерчић (Смедерево, 14. јун, 1962) бивша је српска и југословенска рукометашица и олимпијска победница. Била је део репрезентације Југославије која је на Олимпијским играма у Лос Анђелесу 1984. освојила златну медаљу. Са Југославијом је освојила такође бронзану медаљу на Светском првенству 1982, а 1986. биле су шесте. У репрезентативном дресу Југославије наступила је 70 пута и постигла је 125 голова.
Играла је за Раднички из Београда, а касније до најбољих светских рукометних екипа Хипобанка из Аустрије и Линцелинде из Немачке. Освојила је и два Европска клупска првенства, три Купа и шест домаћих титула првака. Након те успешне каријере, посветила се образовању и породици.
Родила је два сина и са њима живи и ради у Швајцарском граду Рејнфелдену, али је и чест гост Смедерева, у коме има велику фамилију. Као образована жена ради у Социјалној служби, у Интернату за омладину са тешкоћама у социјалном развоју.